# 1983년 칸 영화제
제36회 칸 영화제는 1983년 5월 7일부터 1983년 5월 19일까지 열린 영화제이다. 프랑스 칸에서 개최되었다.

## 수상

### 황금종려상
- 나라야마 부시코 - 이마무라 쇼헤이 수상
- 돈 - 로베르 브레송
- 크로스 크리크 - 마틴 리트
- 코미디의 왕 - 마틴 스코세이지
- 노스탤지아 - 안드레이 타르코프스키
- 남쪽 - 빅토르 에리세
- 텐더 머시스 - 브루스 베레스포드
- 가장 위험한 해 - 피터 위어
- 카르멘 - 카를로스 사우라

### 심사위원대상
- 몬티 파이튼 - 삶의 의미 - 테리 길리엄 수상

### 감독상
- 노스탤지아 - 안드레이 타르코프스키 수상
- 돈 - 로베르 브레송 수상

### 여우주연상
- 피에라 이야기 - 한나 쉬굴라 수상

### 남우주연상
- 마리오 리치의 죽음 - 지안 마리아 볼론테 수상

### 예술공로상
- 카르멘 - 카를로스 사우라 수상